# Gripeny v Česku

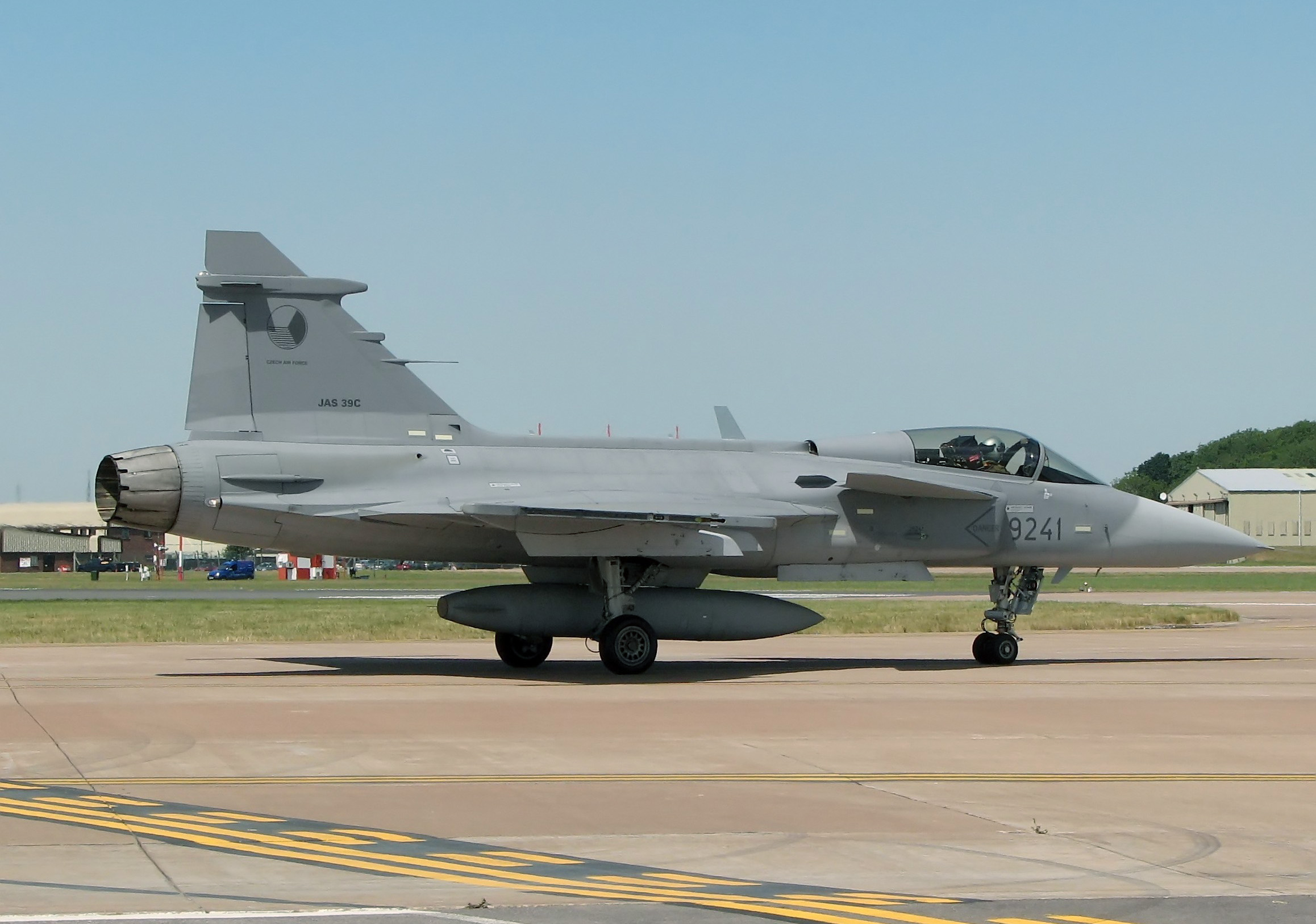
Saab JAS 39C Gripen českého letectva na letecké přehlídce Royal International Air Tattoo ve Fairfordu, 2006.

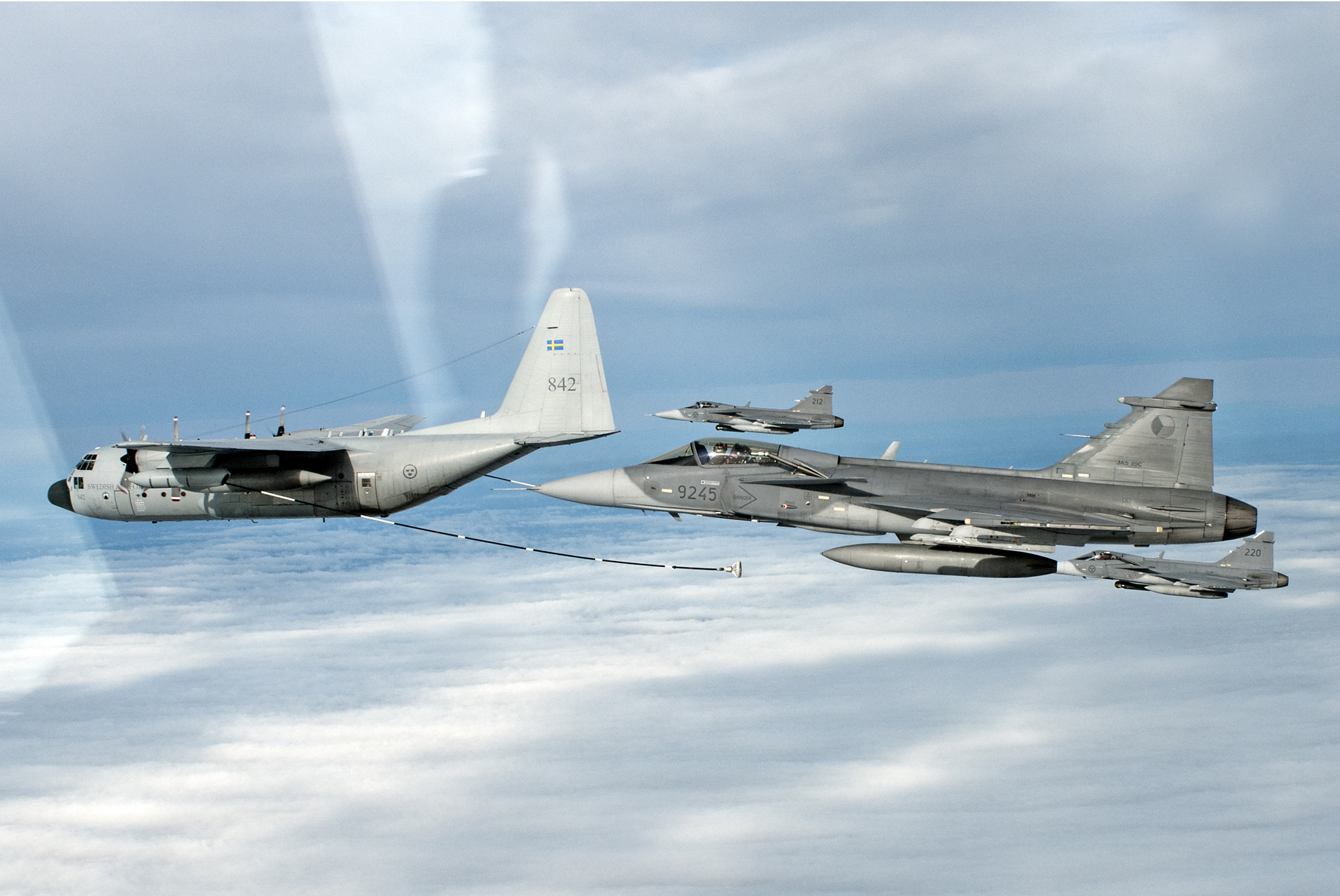
Český Gripen během vzdušného dotankování z letounu Tp 84 Hercules švédského Flygvapnetu.

Vzdušné síly Armády České republiky provozují v Česku od roku 2005 čtrnáct nadzvukových letadel Saab JAS-39 Gripen. Z toho 12 strojů je ve variantě JAS 39C a 2 stroje ve variantě JAS 39D. Gripeny v Česku tak nahradily dosluhující sovětské letouny MiG-21. Leasing byl z počátku na 10 let do roku 2015, následně byl prodloužen do roku 2027 a prodloužen bude ještě do roku 2035, kdy vzdušné síly plně přejdou na objednané americké stroje F-35 páté generace.

## Pronájem
V roce 2001 zvítězilo konsorcium BAE Systems-Saab ve výběrovém řízení na dodavatele nových víceúčelových taktických nadzvukových letounů s nabídkou 24 letounů JAS-39 Gripen za 60,2 miliard Kč, když všechny ostatní firmy a konsorcia z výběrového řízení postupně odstoupily. Smlouvu pak v dubnu 2002 schválila Zemanova vláda, ale příslušný zákon o financování této zakázky byl zamítnut Senátem a Poslanecká sněmovna ho nepřehlasovala. V té době byl údajně senátor Michael Žantovský osloven s korupční nabídkou, o které učinil trestní oznámení (policie případ v roce 2003 odložila, při zpětném prošetření v roce 2014, které trvalo 3 roky, se korupce neprokázala a kauza byla uzavřena). Vláda tedy od záměru nákupu upustila a začala jednat o jiném řešení, nájmu či koupi starších strojů.
Nakonec vláda zahájila jednání se švédskou vládou o nájmu 14 stíhaček JAS-39 Gripen a v dubnu 2004 schválila smlouvy o desetiletém nájmu 14 stíhaček za zhruba 20 miliard Kč. Další zhruba miliarda byla spojená s pořízením výzbroje. V červenci 2005 bylo dodáno prvních 6 strojů a ty byly hned nasazeny do služby. Zbylých osm kusů bylo dodáno do konce srpna. Offsetový program přinesl během první nájemní smlouvy Česku 31,6 miliardy Kč, ale nájem Gripenů byl provázen i kontroverzemi a podezřením z korupce. Offsety spojené s tímto pronájmem však byly v Česku ze všech dojednaných offsetů nejvyšší.
V roce 2014, když se blížil konec nájemní smlouvy, vláda schválila její prodloužení do roku 2027 s dvouletou opcí. Cena tohoto nájmu byla stanovena na 1,7 miliardy Kč ročně.
Poslední prodloužení smlouvy se začalo připravovat v roce 2024, když už bylo rozhodnuto o nákupu dvou letek nových stíhaček F-35 páté generace namísto Gripenů. Smlouva na objednávku 24 nových F-35 byla v Praze podepsána 29. ledna 2024. Gripeny čtvrté generace už armáda považovala za příliš staré a vývoj letounů šesté generace od společnosti SAAB se teprve začal připravovat. K prodloužení nájemní smlouvy současných Gripenů vláda přistoupila kvůli tomu, aby byl zajištěn hladký přechod mezi oběma typy letounů. Toto poslední prodloužení je plánováno do roku 2035 a bez opce na další prodloužení nájmu, v roce 2034 by měly být dodány poslední objednané stroje F-35. Při posledním pronájmu Gripenů, které se dostávají do poslední fáze životního cyklu, dojde ke zvýšení ceny pronájmu a další investice budou nutné také kvůli jejich modernizaci, která bude daleko dražší a zásadnější, než v minulosti, aby stroje odpovídaly aktuálním požadavkům na propojení se spojeneckými systémy.

## Výcvik u Vzdušných sil Armády České republiky
Letouny JAS-39 slouží u 211. taktické letky která na nich velice intenzivně cvičí. 211. letka se pravidelně účastní mezinárodních cvičení, v zahraničí i v České republice. Cvičení Lion Effort, Central Hawk, Sky Avanger jsou jenom jedny z mnoha cvičení, kde se piluje taktika leteckých bojů proti různým oponentům, včetně nejmodernějších letounů Typhoon a Rafale. Zhruba jednou za čtrnáct dní se trénuje vzdušný boj proti letounům Typhoon německé Luftwaffe. Ve cvičeních s mezinárodní účastí s nácviky vzdušného boje, si čeští piloti na letounech Gripen vedou velmi dobře a dokážou si udržet dlouho vysokou bojeschopnost i ve scénářích, kdy jsou na straně která má tzv. „umřít“. Pravidelně se létá na tzv. ostré střelby do Švédska a pravidelně se setkávají piloti Gripenů všech letectev kvůli vzájemnému vyměňování poznatků. Úroveň 211. letky byla oficiálně potvrzena přijetím do mezinárodní asociace Tygřích letek NATO tedy mezi nejlepší mezinárodní letky.

## Nasazení
Kromě ochrany vzdušného prostoru České republiky, 211. letka také pravidelně plní mise na ochranu vzdušného prostoru Pobaltí a Islandu. Tyto mise pravidelně ukazují schopnost Gripenu operovat s menším počtem nutného personálu než potřebuje jakýkoliv jiný moderní stíhací letoun a také výjimečnou spolehlivost letounů.

## Úspěchy českých Gripenů a jeho pilotů

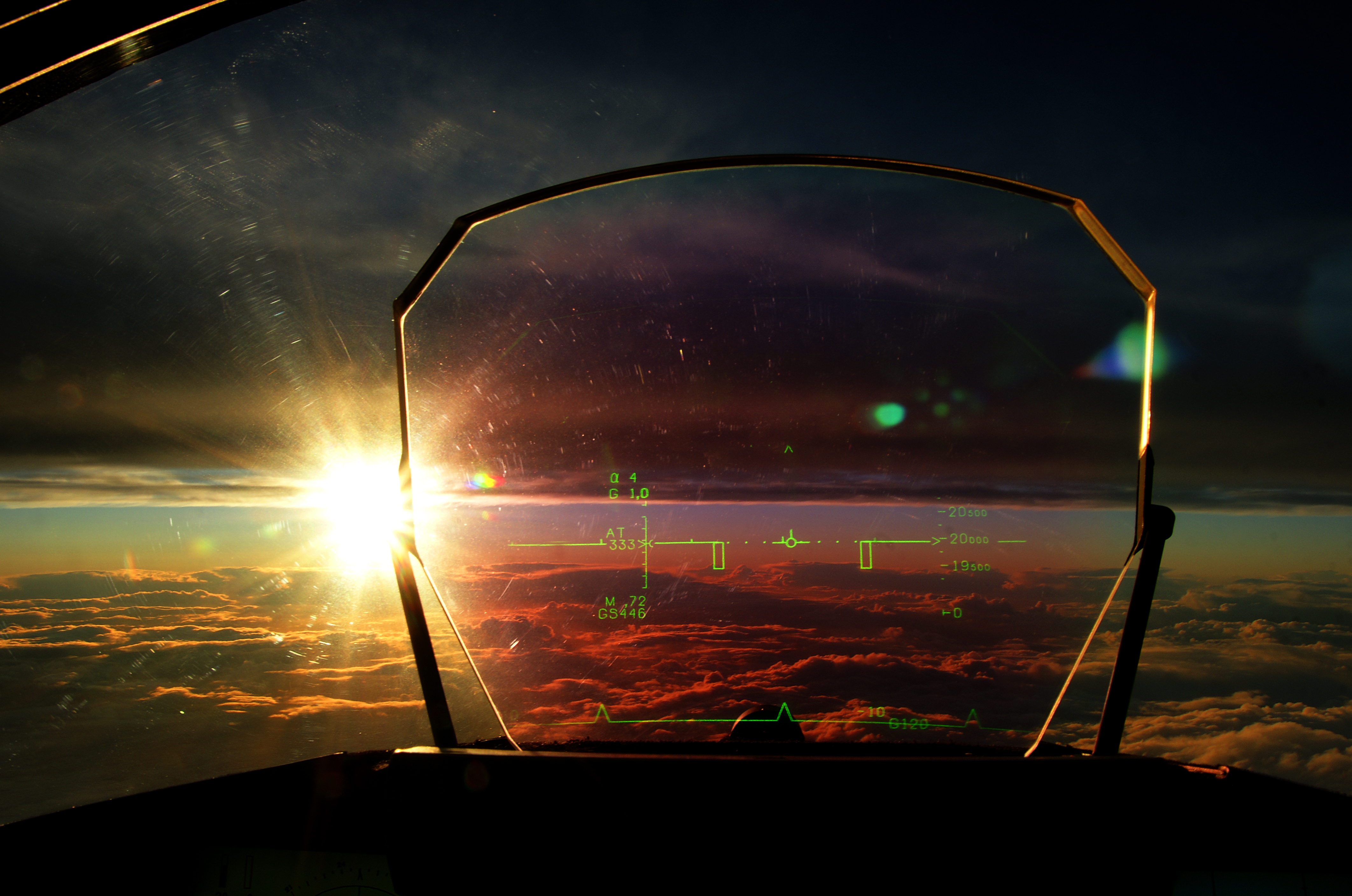
Pohled českého pilota Gripenu nad Islandem

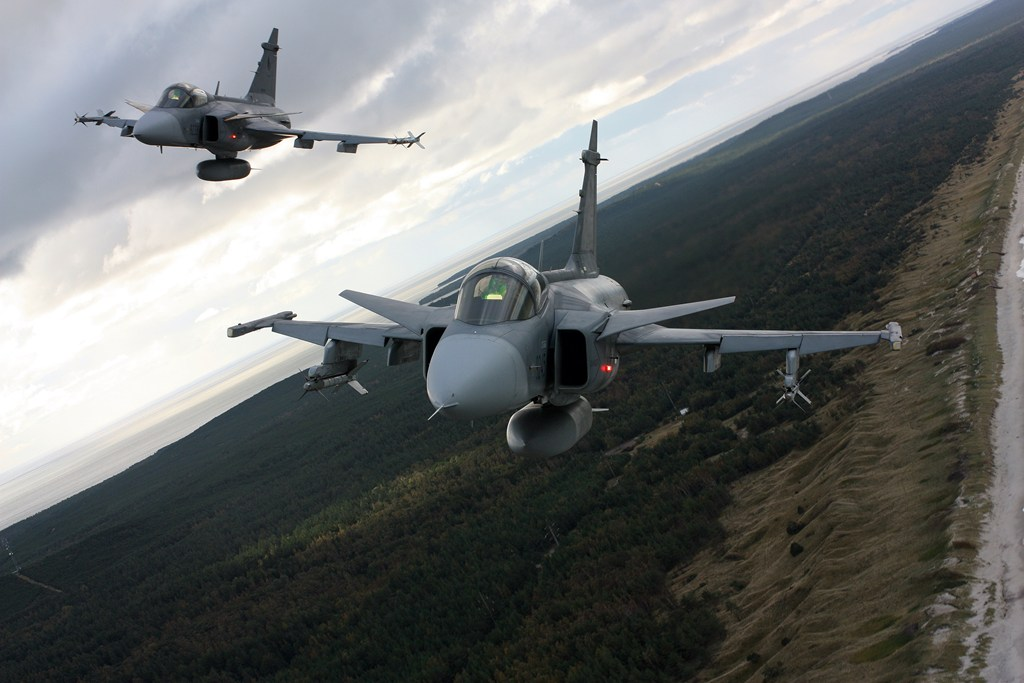
České Gripeny v rámci Baltic Air Policing nad Litvou

211. letka dosáhla na Gripenech The Silver Tiger Trophy, prestižní světové ocenění pro nejlepší „tygří“ jednotku. Dosáhla ji jako první z leteckých jednotek zemí bývalého východního bloku. Display pilot kpt. Ivo Kardoš je držitel několika nejvyšších mezinárodních ocenění z celého světa, za výborné letové ukázky letounu Gripen. Kpt. Ivo Kardoš má nalétáno na letounu Gripen cca 1 700 letových hodin. Bývalý vojenský pilot JAS-39, nyní akrobatický pilot Martin Šonka je vícenásobný mezinárodní mistr v letecké akrobacii a vítěz Red Bull Air Race pro rok 2018.

## Korupce
V únoru 2007 švédská veřejnoprávní televize odvysílala sérii pořadů o korupci, která provázela jednání o prodeji i o následném pronájmu letounů, s tím, že peníze od konsorcia měly postupně dorazit ke třem prostředníkům (rakouský obchodník Alfons Mensdorff-Pouilly, bývalý kanadský politik Otto Jelinek a ředitel Omnipolu Richard Háva), kteří měli zajistit přízeň českých politiků. Do celé věci měl být zapleten i politik Jan Kavan. Celý případ následně začalo vyšetřovat švédské státní zastupitelství a vyšetřování obnovila i Policie ČR, později i obdobné instituce ve Švýcarsku, Velké Británii a Rakousku.
V březnu 2009 uvalil rakouský soud koluzní vazbu na Alfonse Mensdorffa-Pouilly, o pět týdnů později byl propuštěn. V dubnu zveřejnil rakouský časopis Format část tajné zprávy britské protikorupční služby, podle které Mensdorff-Pouilly korupčně manipuloval politický proces v případech nákupů letounů v Rakousku, Maďarsku a Česku. K tomuto účelu měl k dispozici asi 107,6 milionu eur (2,9 miliardy Kč). Ve Velké Británii a USA byla věc vyřešena mimosoudně, když BAE Systems zaplatilo celkem 280 milionů liber (asi 8,8 miliardy Kč) za účetní nesrovnalosti v obchodech s Tanzanií a za lži o dodávkách do Saúdské Arábie, Maďarska a Česka. V červnu 2012 ministr spravedlnosti Jiří Pospíšil uvedl, že vyšetřování na české straně aktivně brzdil vrchní státní zástupce v Praze Vlastimil Rampula.
V Rakousku byl však v červnu 2012 Alfons Mensdorff-Pouilly po letech průtahů obžalován z praní špinavých peněz v souvislosti se zbrojními zakázkami. V září 2012 pak rakouský časopis Profil zveřejnil další část materiálů britské protikorupční služby, podle kterých bylo na úplatky v souvislosti s nákupem letounů v České republice vyčleněno 1,05 miliardy šilinků (tehdy asi 2,6 miliardy Kč), které měly být vyplaceny dvaceti „třetím stranám“. Tak jako v předchozích případech měly být peníze distribuovány prostřednictvím přímých darů nebo přes nastrčené společnosti v Panamě či na Britských Panenských ostrovech.